# Klepary
Klepary (deutsch Ernsthausen) ist ein Dorf in Polen in der Gemeinde Gniewkowo und gehört der Landschaft Kujawien an, womit es in der Woiwodschaft Kujawien-Pommern (wojewodztwo kujawsko-pomorskie) liegt.

## Geografie

### Geografische Lage
Klepary ist Teil der Gemeinde Gniewkowo (Argenau) mit der gleichnamigen Stadt Gniewkowo als Zentrum; die Gemeinde ist wiederum Teil des Powiat Inowrocławski (Hohensalza). Die unmittelbaren Nachbardörfer sind Murzynno (Groß-Morin), Murzynko (Klein-Morin) und Szpital (Schöngrund).

## Geschichte
Klepary war ursprünglich ein Gutshof, die dazugehörigen Ackerflächen wurden allerdings nach der Enteignung unter damaligen Landarbeitern aufgeteilt. Der Gutshof wurde nicht in eine PGR (dt. LPG), einen staatseigenen, landwirtschaftlichen Betrieb umgewandelt. Interessant ist, dass der ehemalige Mittelteil des einstigen Herrenhauses abgerissen und die Dorfstraße, die ursprünglich um das Dorf führte, daraufhin zwischen die noch intakten Seitenflügel des Gebäudes umgeleitet wurde. Die stehengebliebenen Teile des Gebäudes wurden später zu eigenständigen Bauernhäusern umgebaut.